# Carlos Caçador Durão
Carlos Caçador Durão (Barrancos, 25 de Dezembro de 1933 - 11 de Agosto de 2022) foi um autarca português.

## Biografia
Nasceu no concelho de Barrancos, em 1933.
Foi a primeira pessoa a ocupar o posto de presidente da Câmara Municipal de Barrancos, no Alentejo, após a Revolução de 25 de Abril de 1974. Desempenhou aquele cargo entre 1 de Janeiro de 1977 e 31 de Dezembro de 1982, em dois mandatos, ambos pela Aliança Povo Unido. Foi depois eleito vereador, pelo Partido Socialista.
Faleceu em 11 de Agosto de 2022, aos 89 anos, tendo sido sepultado no cemitério de Barrancos. Na sequência da sua morte, a autarquia de Barrancos decretou três dias de luto municipal, tendo o então presidente da Câmara, Leonel Rodrigues, referido que Carlos Durão «iniciou os caminhos da democracia em Barrancos e a ele se devem as primeiras obras em democracia». A Federação do Baixo Alentejo do Partido Socialista também lamentou a sua morte, tendo-o classificado como um «ilustre barranquenho e socialista, que durante mais de 40 anos trabalhou em prol das populações, da sua terra e da região do Baixo Alentejo». O deputado Pedro do Carmo, do Partido Socialista, considerou-o como um «democrata que se bateu por Barrancos e pelos barranquenhos», explicando que «Serviu as suas gentes com importantes marcas de desenvolvimento local, num momento em que país, libertado do Estado Novo, se confrontou com tantos desafios, necessidades e ambições individuais e comunitárias». O Presidente da República, Marcelo Rebelo de Sousa, também emitiu uma nota de pesar, onde destacou a sua carreira como autarca e vereador.